# Giovanni Dupré
Giovanni Dupré (Siena, 1 de março de 1817 – Florença, 10 de janeiro de 1882) foi um escultor italiano, descendente de uma família francesa há muito estabelecida na Toscana, que desenvolveu uma reputação que perdia apenas para a de seu contemporâneo Lorenzo Bartolini.

## Biografia
Nascido em Siena, Dupré começou na oficina de escultura de seu pai e na de Paolo Sani, onde ele estava ocupado com a produção de falsificações de esculturas da Renascença.

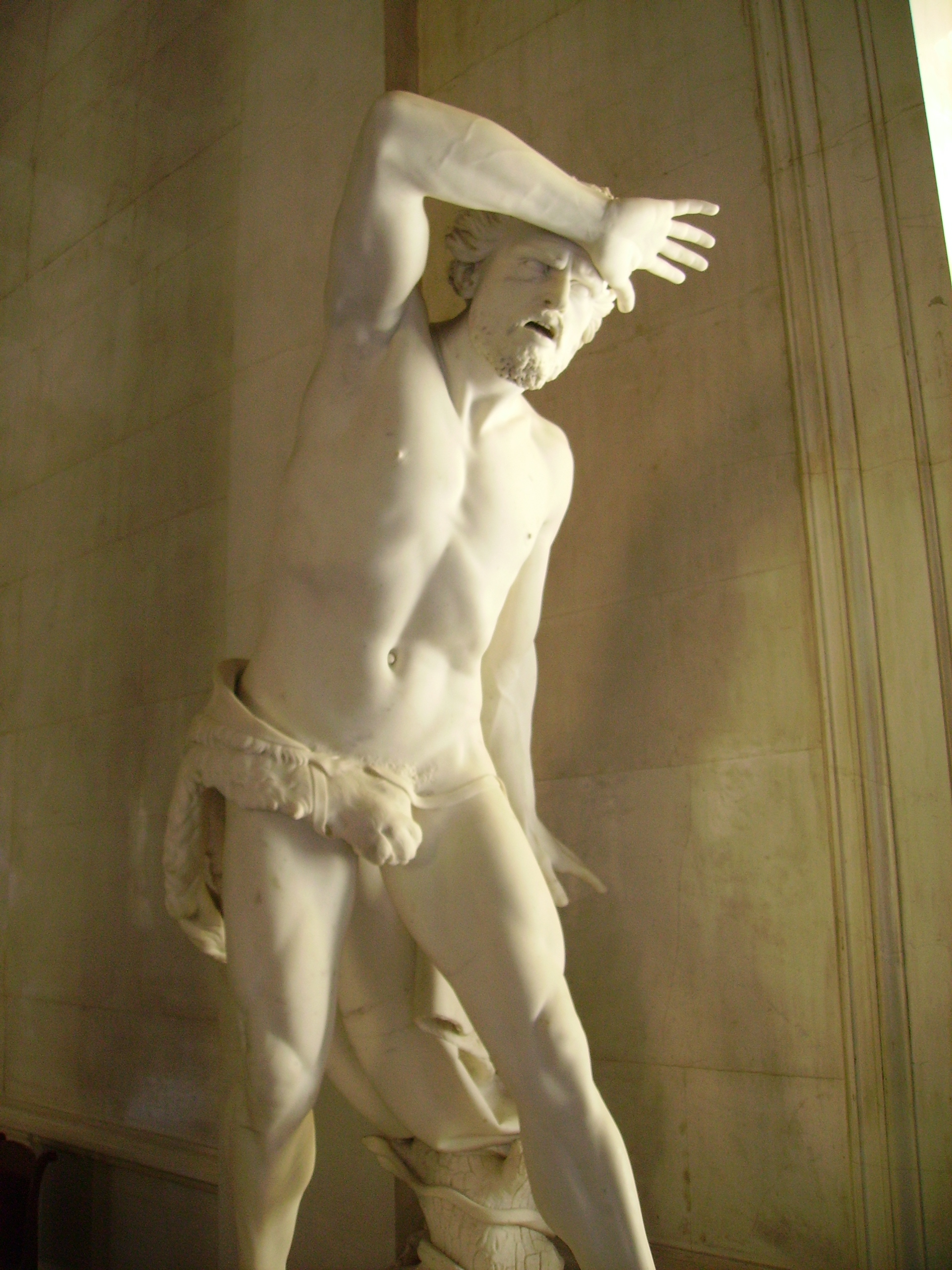
Caim (Museu Hermitage)

Em um concurso aberto pela Accademia di Belle Arti, ele ganhou o primeiro prêmio com o Julgamento de Paris e fez sua reputação com a figura em tamanho real dos mortos Abel, que foi comprada para a grã-duquesa Maria Nikolaievna, Duquesa de Leuchtenberg (agora no Museu Hermitage, São Petersburgo) e foi replicada em bronze (c. 1839, agora na Galleria d'Arte Moderna, Palazzo Pitti, Florença). O naturalismo cru da figura, saudado com choque na época, pressagiou o início do fim do neoclassicismo na escultura italiana e ganhou Dupré o encorajamento de Lorenzo Bartolini. Ele seguiu seus trabalhos com um Caim mais clássico (1840, também em mármore no Museu Hermitage e em bronze no Pitti). Ele seguiu com figuras de Giotto e Santo Antonino de Florença para nichos de fachada no Loggiato degli Uffizi e um busto de Pio II para a Igreja de San Domenico (Siena) em Siena.
Em uma viagem a Nápoles, ele passou por Roma e viu o monumento funerário de Antonio Canova ao papa Pio VI, que influenciou seu estilo em uma direção clássica. Um período de má saúde foi seguido por um renovado vigor, que resultou no sombrio e melancólico Safo de 1857-61, com seu sabor Michelangelesco (agora na Galleria Nazionale d'Arte Moderna em Roma); os críticos contemporâneos aclamaram como seu melhor trabalho até hoje. Em 1851 ele foi chamado para fornecer o modelo para a base de bronze para a grande mesa incrustada em Pietra dura com Apolo e as Musas, executada pelo Grande Ducado Opcional do Pietro Dure; As figuras de Duprè das Estações com putti foram fundidas em bronze por Clemente Papi. A mesa fica na Sala del Castagnoli, Palazzo Pitti. Em 1859-64 ele esculpiu o monumento fúnebre para condessa Berta Moltke Ferrari-Corbelli no transepto esquerdo da Basílica de San Lorenzo, em Florença. Ele seguiu com o Putti dell'Uva (as "Crianças da Uva"); a Madonna Addolorata para Santa Croce, Florença (1860), e o baixo-relevo do Triunfo da Cruz, acompanhado por figuras representando todas as idades do cristianismo, em uma luneta sobre sua entrada principal.

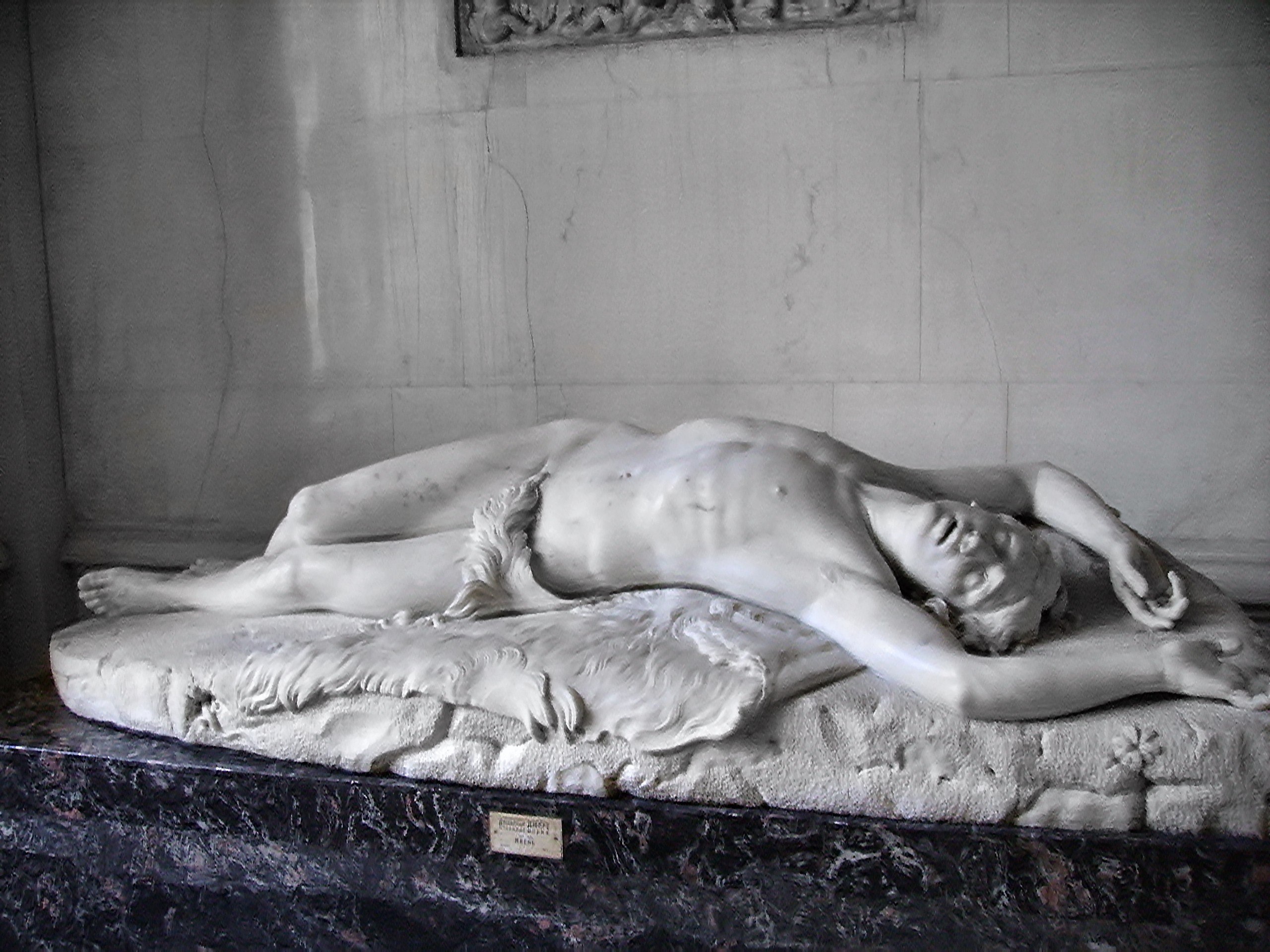
Abel, de Giovanni Dupré; (Museu Hermitage)

Em 1863, Dupré criou sua melhor obra, a Pietà (de 1860 a 1865), para a tumba familiar do marquês Bichi-Ruspoli, no cemitério da Misericórdia, Siena. Este grupo foi premiado com a Grande medaille d'honneur na Exposição Internacional de Paris. O San Zanobi para a fachada do Duomo di Siena, o Cristo ressuscitado para a capela memorial de Dupré, as alegorias colossais do monumento Cavour em Turim (1872), o busto de bronze de Savonarola situado em sua cela no mosteiro de San Marco, Florença (1873), e algumas pequenas obras completam a lista das produções de Dupré.
Seu último trabalho, São Francisco, no interior da Catedral de S. Rufino, em Assis, foi terminado por sua filha mais velha e sua amiga, Amalia. O tempo não lhe permitiu executar a figura máxima da Madona para Santa Maria del Fiore. Ele morreu em Florença.
No auge de sua reputação, ele atuou como jurado em várias exposições internacionais.
Suas memórias, Pensieri sull'arte e ricordi autobiografici (Florença, 1879, 2a ed. Milão 1935) foram traduzidos para o inglês por F. Peruzzi (Edimburgo, 1886). Sua filha Amalia alcançou alguma reputação como escultora.
Um de seus alunos era Augusto Rivalta.

## Obras e coleções

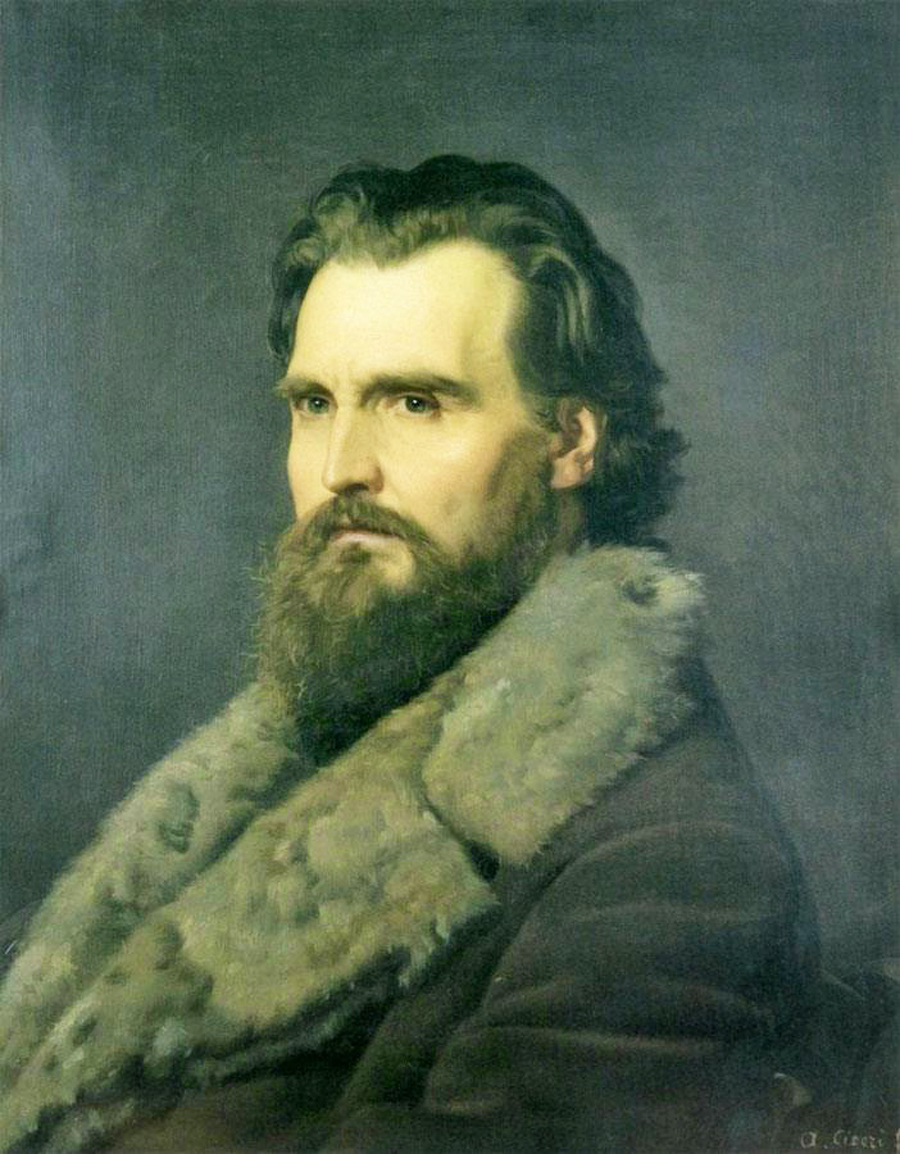
Retrato de Giovanni Dupré, por Antonio Ciseri

Muitos trabalhos de Giovanni Dupre podem ser encontrados reunidos em dois lugares particulares na Toscana. O recentemente fechado Museu Dupre em Fiesole, subúrbio de Florença, foi curado até recentemente por Amalia Dupre, parente de Dupre.
O outro tesouro significativo de obras Dupre, é uma gipsoteca (coleção de gesso) com moldes de gesso para muitas de suas esculturas de mármore mais famosas, incluindo o Abel e duas esculturas para a Loggia do Uffizi, está no museu pertencente à Contrada dell'Onda de Siena na via Fontanella 1, e exibido desde 1961 abaixo da Capela da Contrada.
Os moldes de gesso aqui apresentados incluem duas obras que retratam Bacco quando criança: Bacco Festante e Bacco Dolente, uma representação notavelmente sensível de uma criança do sexo feminino com asas de anjo rezando chamado Anjo da Oração, Caim, Abel, vários bustos e duas peças de grupo, cada uma representando uma. adulto com dois filhos. Dois outros monumentos funerários que retratam bebês do sexo feminino; de extraordinária sensibilidade comparável em delicadeza com seu monumento Berta Ferrari na Basílica de San Lorenzo em Florença; pode ser encontrado no Museu Municipal e no Museu das Obras do Duomo, no centro de Siena.